# Île des Cobras
L'île des Cobras est une île de la baie de Guanabara au Brésil. Elle fait partie de la ville de Rio de Janeiro. 

## Historique
L'île était considérée comme une ligne de défense de la ville de Rio de Janeiro lors de la période coloniale.
Un premier fort y a été construit vers 1620; par la suite le fort a été agrandi. Il comprend des logements pour le commandant du fort, des casernes et entrepôts. 

## Description
L'île, d'une longueur de 600 m sur une largeur de 200 m environ est reliée à la ville de Rio par un pont qui enjambe un chenal large de 116 m et profond de 20 m. L'île est un des trois sites de l'arsenal de la marine de Rio.